# جلوة شوكية
الجلوة الشوكية أو المردن الشوكي أو الخشروف أو الدباري أو شويكة (باللاتينية: Atractylis carduus) نوع نباتي يتبع جنس الجلوة من الفصيلة النجمية.

## الموئل والانتشار
ينتشر في المشرق العربي ووادي النيل المغرب العربي وتركيا.

## أسماء علمية أخرى
- Centaurea carduus Forssk
- Atractylis citrina Coss. & Kralik
- Atractylis flava Desf.